# Joachim Coers
Joachim Coers (* 23. Dezember 1965) in Mülheim an der Ruhr ist ein deutscher Manager. Von 30. September 2011 bis 1. Juli 2013 war er Vorstandsvorsitzender der Tognum AG sowie Vorsitzender der Geschäftsführung der MTU Friedrichshafen GmbH und deren Arbeitsdirektor. Coers löste somit Volker Heuer ab, der bis dahin dieses Amt innehatte. Seit Oktober 2013 ist er Managing Partner für den Unternehmensbereich „Commercial Real Estate & Venture Capital Management“ bei JOBECO Management GmbH in Nonnenhorn.

## Leben
Coers besuchte von 1987 bis 1991 die Universität Bonn und schloss 1991 ein Volkswirtschaftsstudium mit Diplom-Volkswirt ab. Im Anschluss arbeitete er als Trainee bei der Sparkasse Duisburg und wechselte im Jahr 1993 zum Daimler-Benz-Konzern ein.

### Daimler-Konzern
Hier war er bis 1995 im Finanzwesen der debis Marketing Service GmbH in Frankfurt am Main tätig. Anschließend wirkte Coers für zwei Jahre im Accounting und Controlling des Geschäftsfeldes debis Trading in Berlin und von 1997 bis 1999 war er für das Produkt- und Produktionscontrolling der Freightliner Corporation in Portland, USA, tätig. Hiernach hatte er von 2000 bis 2001 die kaufmännische Verantwortung für den Geschäftsbereich Marketing und Service der Adtranz Daimler Chrysler Rail Systems in Berlin. Anfang 2001 wechselte er in das Unternehmens-Controlling bei der Mitsubishi Motors Corporation in Tokio als „Senior Executive Officer“.

### MTU Friedrichshafen und Tognum
Im September 2004 trat Coers in die MTU Friedrichshafen GmbH ein und übernahm die Position eines leitenden Projektleiters. Im Jahr 2005 wurde Joachim Coers zum Geschäftsführer für den Bereich Personal, Finanzen und Controlling der MTU Friedrichshafen GmbH in der Position eines Arbeitsdirektors ernannt. Mit der Gründung der Tognum AG und ihrem Börsengang im Jahr 2007 übernahm Coers den Posten des Chief Financial Officer Leiter des Ressorts Personal- und Konzerndienstleistungen, Arbeitsdirektor sowie stellvertretender Vorstandsvorsitzender. Von Oktober 2011 bis 1. Juli 2013 war Coers Vorstandsvorsitzender der Tognum AG und bereitete die Zusammenarbeit mit den beiden neuen Eigentümern Rolls-Royce Power Systems AG und Daimler AG vor welche die Tognum AG übernommen hatten und im März 2013 einen Squeeze-out der Minderheitsaktionäre und eine Notierungseinstellung der Tognum AG vornahmen. Joachim Coers übergab auf eigenen Wunsch sein Amt als Vorstandsvorsitzender der Tognum AG an seinen bisherigen Stellvertreter Dr. Ulrich Dohle.

### Derzeitige berufliche Position
Seit Oktober 2013 übernahm Coers die Position Managing Partner, Commercial Real Estate & Venture Capital Management bei der JOBECO Management GmbH, Nonnenhorn. Joachim Coers begleitete bis zum 3. Juli 2019 keine weiteren Mitgliedschaften in Aufsichtsräten oder in vergleichbaren in- oder ausländischen Kontrollgremien von Wirtschaftsunternehmen. Seit dem 3. Juli 2019 ist er Aufsichtsratsmitglied der KAP AG in Fulda und besitzt weitere Mandate als Mitglied des Aufsichtsrats Cherry AG in München beziehungsweise als Mitglied des Beirats der „ensian group GmbH“ in Leutkirch im Allgäu.